# 셰보시

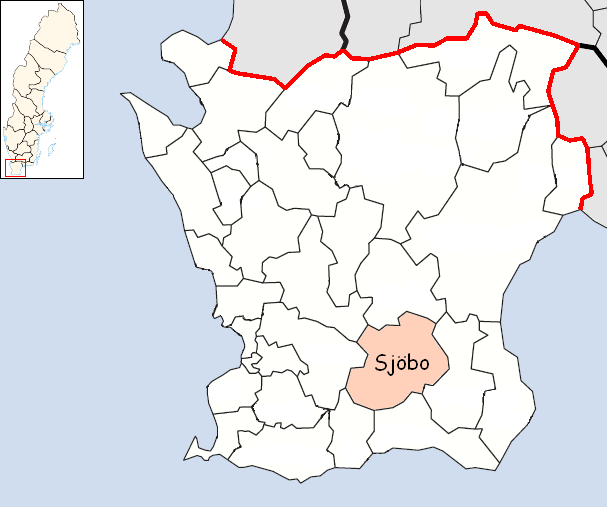
셰보 시의 위치

셰보시(스웨덴어: Sjöbo kommun)는 스웨덴 스코네주에 위치한 지방 자치체로 행정 중심지는 셰보이며 면적은 506.63km2, 인구는 18,742명(2016년 12월 31일 기준), 인구 밀도는 37명/km2이다.

시 문장